# 札幌医科大学
札幌医科大学（さっぽろいかだいがく、英語: Sapporo Medical University）は、北海道札幌市中央区にある公立大学。
北海道公立大学法人札幌医科大学によって運営されている。略称は札幌医大、札医、SMU。
札幌医科大学附属病院は北海道大学病院と共に、北海道の中核的病院に位置づけられている。

## 概観

### 大学全体
大学は、医学部と保健医療学部の2学部4学科からなる医学系大学。

## 沿革

### 年表
- 1950年 北海道総合開発の一環で北海道立女子医学専門学校（1945年創設）を前身とする道立大学として開学。医学部を設置。
- 1968年 和田寿郎らにより日本初の心臓移植が行われた（和田心臓移植事件）。
- 1983年 札幌医科大学衛生短期大学部を設立（1995年廃止）。
- 1993年 衛生短期大学部を改組し、保健医療学部を設置。
- 2002年 北海道初の高度救命救急センター設置。
- 2004年 医局廃止。新医師派遣システム始動。「医学部附属病院」から「札幌医科大学附属病院」に名称変更。
- 2006年 附属図書館と附属情報センターを統合し、附属総合情報センターを設置。附属産学・地域連携センターを設置。北日本初の性別適合手術が行われる。
- 2007年 全国53例目の脳死判定が行われ、全国52例目の脳死臓器提供が行われた。
- 2007年4月1日 地方独立行政法人法（平成15年法律第118号）に基づき、北海道公立大学法人札幌医科大学に移行。
- 2008年 北海道医療大学、小樽商科大学、室蘭工業大学、公立千歳科学技術大学、公立はこだて未来大学、北海道新聞社、北洋銀行との連携協定を締結。
- 2022年 新キャンパス落成記念式典を11月19日に開催[1]。

## 基礎データ

### 所在地
- 北海道札幌市中央区南1条西17丁目

### 学長
- 山下敏彦 （整形外科学）

## 教育および研究

### 組織

#### 学部・学科
- 医学部（6年制）
  - 医学科
- 保健医療学部
  - 看護学科
  - 理学療法学科
  - 作業療法学科

#### 大学院
- 医学研究科（博士課程）
  - 地域医療人間総合医学専攻
  - 分子・器官制御医学専攻
  - 情報伝達制御医学専攻
- 保健医療学研究科
  - 看護学専攻（修士課程）
  - 理学療法学・作業療法学専攻（博士前期・後期課程）

### 専攻科
- 助産学専攻科

#### 附属機関
- 札幌医科大学附属病院
- 医療人育成センター
- 総合情報センター（図書館）

## 大学発ベンチャー企業
- 株式会社PML研究所
- 株式会社ジェネティックラボ（小樽商科大学・北海道大学共同）
- 合資会社ダイナミックバインド
- 株式会社レノメディクス研究所（小樽商科大学共同）
- 株式会社アフィオ afio

※「大学発ベンチャー企業」とは、大学の研究成果をもとに起業するベンチャー企業。

## 大学関係者と出身者
- 札幌医科大学の人物一覧

## 対外関係

### 他大学との協定
- 連携協定（大学）
  - 小樽商科大学（2005年10月1日）
  - 室蘭工業大学（2007年11月20日）
  - 公立はこだて未来大学（2008年9月12日）
  - 北海道医療大学（2007年3月29日）
  - 早稲田大学スポーツ科学学術院（2009年6月18日）
- 大学eラーニング協議会

### 民間企業との協定
- 包括連携協定
  - 株式会社北洋銀行（2008年6月26日）

### 他施設・機関との協定
- 連携協力協定
  - 全日本スキー連盟（2009年8月21日）

### 国際交流
大学間学術交流協定
- フィンランド
  - ヘルシンキ大学（1977年）
  - トゥルク大学
  - オウル大学
  - タンペレ大学
  - クオピオ大学
- カナダ
  - アルバータ大学（1983年）
  - カルガリー大学（1984年）
- 中国
  - 中国医科大学（1984年）
  - 佳木斯大学（2008年）
- アメリカ合衆国
  - マサチューセッツ州立大学（1994年）

学生間交流協定
- 中国
  - 中国医科大学（2009年）

## 主な部活動

### 体育会系
- 水泳部
- 陸上部
- 硬式テニス部
- 軟式テニス部
- 準硬式野球部
- 軟式野球部
- スキー部
- 山岳部
- ワンダーフォーゲル部
- 弓道部
- 柔道部
- 剣道部
- 空手部
- 男子アイスホッケー部
- 女子アイスホッケー部
- 男子バレーボール部
- 女子バレーボール部
- ゴルフ部
- ダンス部
- バドミントン部
- サッカー部
- バスケットボール部
- ラグビー部
- 卓球部

ハンドボール部
- 自転車競技部

### 文化系
- 室内楽合奏団
- 吹奏楽部
- 混声合唱うた部（合唱部）
- 写真部
- POPS研究会
- 演劇部
- IFMSA（国際医学生連盟）
- ジャズ研究会
- アカペラ部
- イリス会（美術部）
- 茶道部
- 外科手技部
- ダンス部
- 箏曲部